# Lilya Bekirova

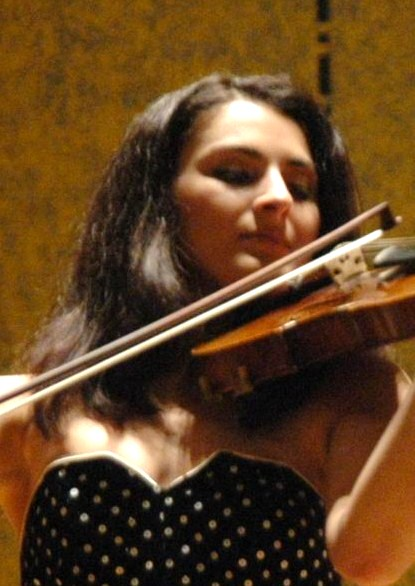
Lilya Bekirova

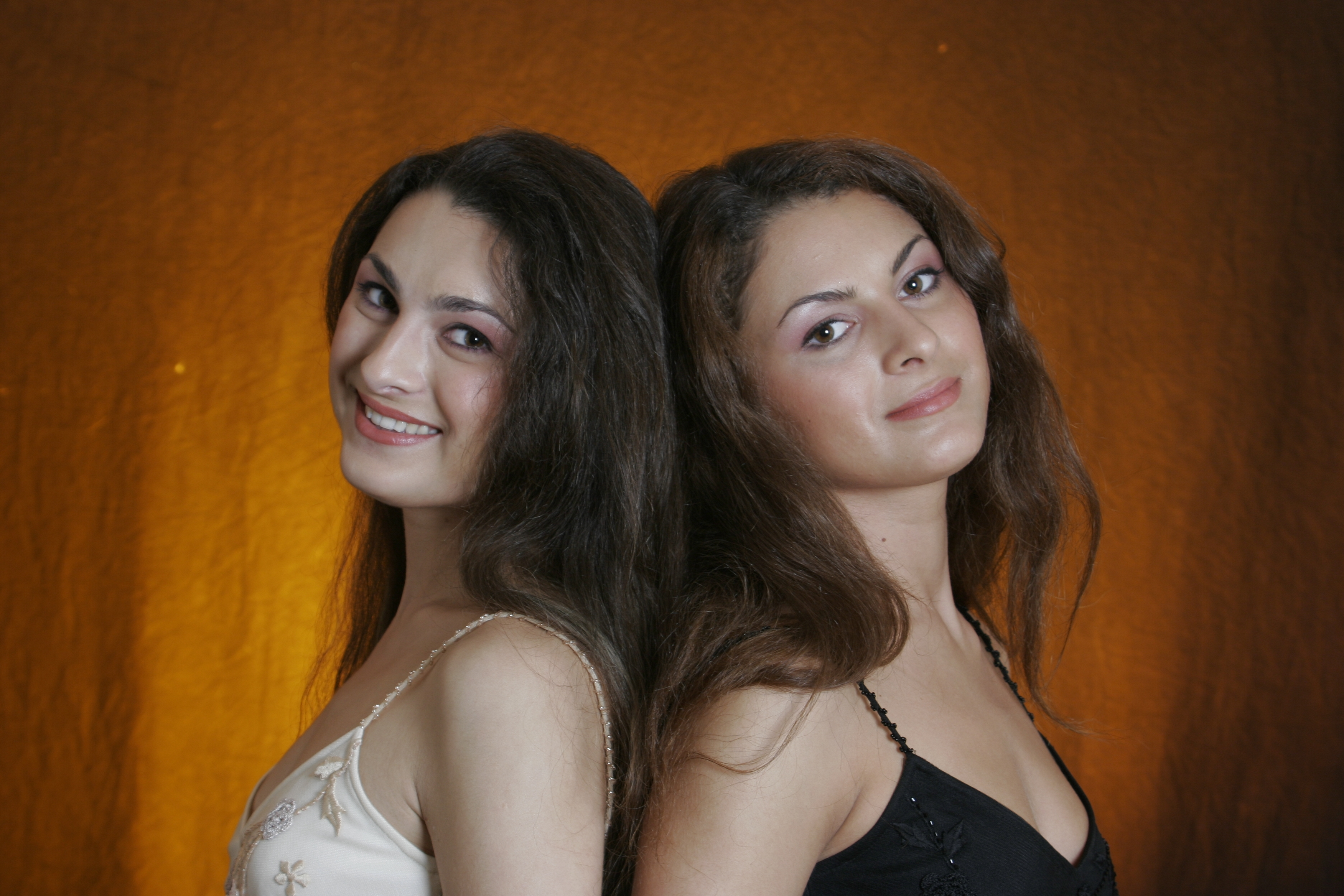
Lilya oraz Alie Bekirova

Lilya Bekirova (ur. 10 listopada 1982 roku w Bekobod w Uzbekistanie) – uzbecka skrzypaczka. Bekirova występowała m.in. w Polsce na Festiwalu Gdańska Wiosna. Współpracowała m.in. z Krzysztofem Węgrzynem.
Lilya Bekirova jest bliźniaczą siostrą Alie Bekirovej, która również jest skrzypaczką.

## Konkursy
- XXI International Competition Valsesia - Musica 2005 - 2 nagroda[1]
- XI International Violin Competition "CITTA' DI BRESCIA", październik 2007
- Michelangelo Abbado-Wettbewerb w Mediolanie 2005 - 3 nagroda
- Yehudi Menuhin International Competition For Young Violinists 1998